# Гамільтоніан
Гамільтоніан {\displaystyle {\hat {H}}} у квантовій теорії — це оператор повної енергії системи, включаючи як кінетичну, так і потенціальну. Його спектр визначає усі можливі значення енергії квантової системи, які можна отримати при вимірюванні. Для більшості формалізмів квантової механіки (зокрема, картини Шредінгера, Гейзенберга та інші) гамільтоніан грає ключову роль, оскільки він безпосередньо пов'язаний з еволюцією квантової системи.
Назва «гамільтоніан» (як і назва «функція Гамільтона») походить від прізвища ірландського математика Вільяма Ровена Гамільтона.

## Значення
Гамільтоніан квантової системи складається з суми кінетичних енергій всіх частинок, що складають цю систему, та її потенціальної енергії. Саме в такому вигляді він входить в основне рівняння еволюції квантово-механічної системи — рівняння Шредінгера.
Спектр гамільтоніана визначає можливі значення енергій квантово-механічної системи, а його власні функції — можливі хвильові функції стаціонарних станів.

## Побудова

### Одночастинковий випадок
Гамільтоніан будується аналогічно до функції Гамільтона класичної механіки, яка є сумою кінетичної та потенціальної енергій системи:
{\displaystyle {\hat {H}}={\hat {T}}+{\hat {V}},}
де
{\displaystyle {\hat {T}}={\frac {{\hat {\mathbf {p} }}\cdot {\hat {\mathbf {p} }}}{2m}}={\frac {{\hat {p}}^{2}}{2m}}} — оператор кінетичної енергії;
{\displaystyle {\hat {V}}=V(\mathbf {q} ,t)} — оператор потенціальної енергії.
До оператора кінетичної енергії входить оператор імпульсу, що виглядає так:
{\displaystyle {\hat {\mathbf {p} }}=-i\hbar \nabla ,}
{\displaystyle {\hat {p}}^{2}=-\hbar ^{2}\nabla ^{2},}
де {\displaystyle \nabla } — градієнт, а {\displaystyle \nabla ^{2}=\nabla \cdot \nabla } — лапласіан, що має такий вигляд у декартових координатах:
{\displaystyle \nabla ^{2}={\frac {\partial ^{2}}{{\partial x}^{2}}}+{\frac {\partial ^{2}}{{\partial y}^{2}}}+{\frac {\partial ^{2}}{{\partial z}^{2}}}.}
Отже, використовуючи ці оператори, можна записати гамільтоніан в розгорнутій формі, яка використовується в рівнянні Шредінгера:
{\displaystyle {\hat {H}}=-{\frac {\hbar ^{2}}{2m}}\nabla ^{2}+V(\mathbf {q} ,t).}
Отже, для побудови гамільтоніана достатньо взяти класичну функцію Гамільтона {\displaystyle {\mathcal {H}}(\mathbf {p} ,\mathbf {q} )} і замінити в ній імпульси на відповідні оператори. Таке визначення гамільтоніану можна застосовувати до систем, що описуються деякою хвильовою функцією {\displaystyle \psi (\mathbf {q} ,t)}, і воно часто використовується у ввідних курсах квантової механіки при описі хвильової механіки Шредінгера.

### Багаточастинковий випадок
Попередні міркування можна поширити на випадок системи N частинок:
{\displaystyle {\hat {H}}=\sum \limits _{n=1}^{N}{\hat {T}}_{n}+{\hat {V}},}
де
{\displaystyle {\hat {V}}=V(\mathbf {q} _{1},\mathbf {q} _{2},...,\mathbf {q} _{N},t)} — оператор потенціальної енергії, яка тепер є функцією часу та просторової конфігурації системи (просторова конфігурація є набором положень у просторі в деякий момент часу);
{\displaystyle {\hat {T}}_{n}={\frac {{\hat {\mathbf {p} }}_{n}\cdot {\hat {\mathbf {p} }}_{n}}{2m_{n}}}=-{\frac {\hbar ^{2}}{2m_{n}}}\nabla _{n}^{2}} — оператор кінетичної енергії n-ї частинки, {\displaystyle \nabla _{n}} — градієнт, що діє на n-ту частинку, а {\displaystyle \nabla _{n}^{2}} — лапласіан:
{\displaystyle \nabla _{n}^{2}={\frac {\partial ^{2}}{\partial x_{n}^{2}}}+{\frac {\partial ^{2}}{\partial y_{n}^{2}}}+{\frac {\partial ^{2}}{\partial z_{n}^{2}}}.}
Комбінуючи отримані результати, можна записати гамільтоніан системи N частинок:
{\displaystyle {\hat {H}}=-{\frac {\hbar ^{2}}{2}}\sum \limits _{n=1}^{N}{\frac {\nabla _{n}^{2}}{m_{n}}}+V(\mathbf {q} _{1},\mathbf {q} _{2},...,\mathbf {q} _{N},t).}
Однак труднощі виникають у проблемі багатьох тіл. Якщо потенціальна енергія залежить від просторової конфігурації системи частинок, то згідно з законом збереження енергії кінетична енергія теж залежить від її просторової конфігурації. Рух деякої окремої частинки змінюватиметься під впливом інших частинок системи. Тому в кінетичній енергії можуть з'явитися доданки, що враховують кореляції між частинками, наприклад, добуток градієнтів для двох частинок:
{\displaystyle -{\frac {\hbar ^{2}}{2M}}\nabla _{i}\cdot \nabla _{j},}
де M — маса частинок, які враховуються в даному доданку кінетичної енергії. Такі доданки виникають у гамільтоніанах атомів із багатьма електронами.
Для N взаємодіючих частинок, наприклад, частинок, що взаємно взаємодіють та утворюють задачу багатьох тіл, потенціальна енергія не є просто сумою окремих потенціалів. Вона є функцією всіх положень у просторі кожної частинки.
Для невзаємодіючих частинок потенціальна енергія системи є сумою потенціальних енергій кожної частинки:
{\displaystyle {\hat {V}}=\sum \limits _{n=1}^{N}V(\mathbf {q} _{n},t)=V(\mathbf {q} _{1},t)+V(\mathbf {q} _{2},t)+...+V(\mathbf {q} _{N},t).}
Загальний вигляд гамільтоніану буде таким:
{\displaystyle {\hat {H}}=-{\frac {\hbar ^{2}}{2}}\sum \limits _{n=1}^{N}{\frac {\nabla _{n}^{2}}{m_{n}}}+\sum \limits _{n=1}^{N}V(\mathbf {q} _{n},t)=\sum \limits _{n=1}^{N}{\Bigl (}-{\frac {\hbar ^{2}}{2m_{n}}}\nabla _{n}^{2}+V(\mathbf {q} _{n},t){\Bigr )}=\sum \limits _{n=1}^{N}{\hat {H}}_{n},}
де сума береться по всіх частинках та їх потенціалах. У результаті гамільтоніан системи є сумою гамільтоніанів кожної окремої частинки. Така ситуація є ідеалізованою, на практиці частинки майже завжди знаходяться під впливом деякого потенціалу, що зумовлює наявність взаємодії між всіма частинками. Прикладом взаємодії між двома частинками, де такі міркування не спрацьовують, є електростатичні потенціали заряджених частинок, оскільки вони взаємодіють одна з одною завдяки кулонівським силам.

## Рівняння Шредінгера
Гамільтоніан породжує еволюцію квантової системи в часі. Якщо {\displaystyle |\psi (t)\rangle } — стан системи в момент часу {\displaystyle t}, то для нього можна записати рівняння:
{\displaystyle {\hat {H}}|\psi (t)\rangle =-i\hbar {\frac {\partial }{\partial t}}|\psi (t)\rangle .}
Це рівняння носить назву рівняння Шредінгера, яке за формою нагадує рівняння Гамільтона — Якобі та може бути зведено до нього за допомогою квазікласичного наближення (це одна з причин, чому {\displaystyle {\hat {H}}} також носить назву «гамільтоніан»). Якщо стан системи заданий в деякий початковий момент часу (наприклад, {\displaystyle t=0}), то його можна визначити й у будь-який інший момент часу, розв'язуючи відповідне рівняння Шредінгера. Зокрема, якщо гамільтоніан явно не залежить від часу, то:
{\displaystyle |\psi (t)\rangle =e^{-{\frac {i{\hat {H}}t}{\hbar }}}|\psi (0)\rangle .}
Експоненціальний оператор {\displaystyle {\hat {U}}(t)=e^{-{\frac {i{\hat {H}}t}{\hbar }}}}, що діє у правій частині рівняння на хвильову функцію, є унітарним і має назву оператора еволюції. Як правило, він визначається за допомогою розкладу експоненціальної функції у ряд Тейлора за степенями H. Якщо гамільтоніан незалежний від часу, то сукупність {\displaystyle \{{\hat {U}}(t)\}} утворює однопараметричну унітарну групу, що обумовлює існування принципу детальної рівноваги.

## Формалізм Дірака
В більш загальному діраківському формалізмі гамільтоніан зазвичай інтерпретується як оператор у гільбертовому просторі. Власні вектори оператора {\displaystyle {\hat {H}}}, які позначаються {\displaystyle |n\rangle }, складають ортонормований базис гільбертового простору. Спектр дозволених енергетичних рівнів визначається набором власних значень, що позначається {\displaystyle \{E_{n}\}} і є розв'язком рівняння:
{\displaystyle {\hat {H}}|n\rangle =E_{n}|n\rangle .}
Оскільки гамільтоніан є ермітовим оператором, то енергія є завжди дійсною.
Із строго математичної точки зору зазначені вище припущення треба використовувати з обережністю. Наприклад, оператори в гільбертовому просторі з нескінченною кількістю вимірів необов'язково мають власні значення (набір власних значень може не збігатися зі спектром оператора). Однак для виконання обчислень, що необхідні для розв'язку більшості практичних задач квантової механіки, достатньо спиратися на фізичні формулювання.

## Часткові випадки

### Вільна частинка
Цей випадок є найпростішим. Оскільки рух вільної частинки масою m не обмежується жодними потенціалами, то до гамільтоніану входить лише кінетична енергія частинки, тому:
{\displaystyle {\hat {H}}=-{\frac {\hbar ^{2}}{2m}}\nabla ^{2}.}
Якщо частинка рухається в одновимірному просторі, то:
{\displaystyle {\hat {H}}=-{\frac {\hbar ^{2}}{2m}}{\frac {d^{2}}{dx^{2}}}.}

### Гармонічний осцилятор
Для одновимірного гармонічного осцилятора потенціальна енергія виглядає так:
{\displaystyle {\hat {V}}={\frac {kx^{2}}{2}}={\frac {m\omega ^{2}}{2}}x^{2},}
де {\displaystyle \omega ={\sqrt {\frac {k}{m}}}} — кутова частота.
Отже, гамільтоніан запишеться таким чином:
{\displaystyle {\hat {H}}=-{\frac {\hbar ^{2}}{2m}}{\frac {d^{2}}{dx^{2}}}+{\frac {m\omega ^{2}}{2}}x^{2}.}
У тривимірному випадку гамільтоніан складатиметься з трьох частин, що діють окремо на кожну з декартових координат:
{\displaystyle {\begin{aligned}{\hat {H}}&={\hat {H}}_{x}+{\hat {H}}_{y}+{\hat {H}}_{z}=\\&={\Bigl (}-{\frac {\hbar ^{2}}{2m}}{\frac {\partial ^{2}}{\partial x^{2}}}+{\frac {m\omega ^{2}}{2}}x^{2}{\Bigr )}+{\Bigl (}-{\frac {\hbar ^{2}}{2m}}{\frac {\partial ^{2}}{\partial y^{2}}}+{\frac {m\omega ^{2}}{2}}y^{2}{\Bigr )}+{\Bigl (}-{\frac {\hbar ^{2}}{2m}}{\frac {\partial ^{2}}{\partial z^{2}}}+{\frac {m\omega ^{2}}{2}}z^{2}{\Bigr )}=\\&=-{\frac {\hbar ^{2}}{2m}}\nabla ^{2}+{\frac {m\omega ^{2}}{2}}r^{2}.\end{aligned}}}

### Жорсткий ротор
Для жорсткого ротора (тобто, системи частинок, що може вільно обертатися навколо будь-якої осі), що не прив'язаний до жодного потенціалу (наприклад, вільні молекули з малими обертальними ступенями вільності внаслідок, скажімо, подвійних або потрійних хімічних зв'язків), гамільтоніан прийме такий вигляд:
{\displaystyle {\hat {H}}=-{\frac {\hbar ^{2}}{2I_{xx}}}{\hat {J}}_{x}^{2}-{\frac {\hbar ^{2}}{2I_{yy}}}{\hat {J}}_{y}^{2}-{\frac {\hbar ^{2}}{2I_{zz}}}{\hat {J}}_{z}^{2},}
де {\displaystyle I_{xx}}, {\displaystyle I_{yy}}, {\displaystyle I_{zz}} — відповідні компоненти моменту інерції (формально, діагональні елементи тензору інерції), {\displaystyle {\hat {J}}_{x}}, {\displaystyle {\hat {J}}_{y}}, {\displaystyle {\hat {J}}_{z}} — оператори проєкцій повного кутового моменту на осі Ox, Oy і Oz відповідно.

### Електростатичний (кулонівський) потенціал
Кулонівська потенціальна енергія двох точкових зарядів {\displaystyle q_{1}} і {\displaystyle q_{2}} (тобто, заряджених частинок, що не мають просторової протяжності) у тривимірному просторі дорівнює (в Міжнародній системі величин (ISQ):
{\displaystyle V={\frac {q_{1}q_{2}}{4\pi \varepsilon _{0}|\mathbf {r} |}}.}
Однак, це потенціал лише для одного точкового заряду відносно іншого. При розгляді системи багатьох заряджених частинок, кожен заряд має потенціальну енергію відносно усіх інших точкових зарядів (окрім самого себе). Для N зарядів потенціальна енергія заряду {\displaystyle q_{j}} відносно всіх інших дорівнює:
{\displaystyle V_{j}={\frac {1}{2}}\sum \limits _{i\neq j}q_{i}\varphi (\mathbf {r} _{i})={\frac {1}{8\pi \varepsilon _{0}}}\sum \limits _{i\neq j}{\frac {q_{i}q_{j}}{|\mathbf {r} _{i}-\mathbf {r} _{j}|}},}
де {\displaystyle \varphi (\mathbf {r} _{i})} — електростатичний потенціал заряду {\displaystyle q_{j}} в {\displaystyle \mathbf {r} _{i}}. Просумувавши отриманий вираз за j, отримуємо вираз для повного потенціалу системи:
{\displaystyle V={\frac {1}{8\pi \varepsilon _{0}}}\sum \limits _{j=1}^{N}\sum \limits _{i\neq j}{\frac {q_{i}q_{j}}{|\mathbf {r} _{i}-\mathbf {r} _{j}|}}.}
Таким чином, гамільтоніан матиме вигляд:
{\displaystyle {\hat {H}}=-{\frac {\hbar ^{2}}{2}}\sum _{j=1}^{N}{\frac {1}{m_{j}}}\nabla _{j}^{2}+{\frac {1}{8\pi \varepsilon _{0}}}\sum _{j=1}^{N}\sum _{i\neq j}{\frac {q_{i}q_{j}}{|\mathbf {r} _{i}-\mathbf {r} _{j}|}}=\sum _{j=1}^{N}\left(-{\frac {\hbar ^{2}}{2m_{j}}}\nabla _{j}^{2}+{\frac {1}{8\pi \varepsilon _{0}}}\sum _{i\neq j}{\frac {q_{i}q_{j}}{|\mathbf {r} _{i}-\mathbf {r} _{j}|}}\right).}

### Електричний диполь в електричному полі
Для електричного дипольного моменту {\displaystyle \mathbf {d} }, що з'єднує заряди величиною {\displaystyle q}, у постійному (незалежному від часу) електричному полі {\displaystyle \mathbf {E} } потенціал має такий вигляд:
{\displaystyle V=-\mathbf {\hat {d}} \cdot \mathbf {E} .}
Якщо частинка стаціонарна, то трансляційна кінетична енергія диполя відсутня, тож гамільтоніан диполя — це просто потенціальна енергія:
{\displaystyle {\hat {H}}=-\mathbf {\hat {d}} \cdot \mathbf {E} =-q\mathbf {E} \cdot \mathbf {\hat {r}} .}

### Заряджена частинка в електромагнітному полі
Електромагнітне поле, що характеризується скалярним потенціалом {\displaystyle \varphi } і векторним потенціалом {\displaystyle \mathbf {A} }, і в якому знаходиться заряджена частинка {\displaystyle q}, змінює обидві частини гамільтоніану.
По-перше, електромагнітне поле дає внесок до кінетичної енергії, а точніше, до імпульсу {\displaystyle \mathbf {p} } за рахунок векторного потенціалу {\displaystyle \mathbf {A} }. У ISQ це записується як:
{\displaystyle \mathbf {p} '=\mathbf {p} -q\mathbf {A} ,}
де {\displaystyle \mathbf {p} =-i\hbar \nabla } — оператор імпульсу. Таким чином, оператор кінетичної енергії запишеться:
{\displaystyle {\hat {T}}={\frac {1}{2m}}(-i\hbar \nabla -q\mathbf {A} )^{2}.}
Скалярний потенціал {\displaystyle \varphi } дає внесок до потенціальної енергії:
{\displaystyle {\hat {V}}=q\varphi .}
Остаточно, гамільтоніан для такого випадку:
{\displaystyle {\hat {H}}={\frac {1}{2m}}(-i\hbar \nabla -q\mathbf {A} )^{2}+q\varphi .}

## Властивості
Гамільтоніан — ермітів оператор, і внаслідок цього його власні значення дійсні, тобто енергія квантомеханічного стану — дійсна величина.
Спектр гамільтоніану може бути дискретним (для зв'язаних систем) чи неперервним (для вільних частинок). Відповідно, власні функції гамільтоніана можуть спадати на нескінченості, утворюючи локалізовані стани або ж вести себе як необмежена хвиля, утворюючи делокалізовані стани.
Гамільтоніан системи багатьох часток однієї природи повністю симетричний відносно координат цих часток (див. принцип нерозрізнюваності часток).